# Ligue national socialiste (États-Unis)
Pour les articles homonymes, voir LNS.
La Ligue national socialiste, était une organisation néo-nazie aux États-Unis de 1974 jusqu'au milieu des années 1980. 

## Histoire
Le parti a été fondé a Los Angeles en 1974 par Russell Veh et d'autres néo-nazis. La Ligue recrutait uniquement des membres homosexuels. Veh a financé le parti en utilisant les profits de son imprimerie et avec la distribution de films de propagande nazie, dont le célèbre film Le Triomphe de la volonté. La Ligue national-socialiste avait des sections dans divers endroits de Californie. 
Avant de disparaître dans les années 1980, la Ligue national-socialiste a lancé un bulletin d'informations, NS Kampfruf.

## Effort d'organisation àSan Francisco
La Ligue a publié des annonces l'identifiant comme nazie et gay comprenant son numéro de téléphone, afin de recruter de nouveaux membres en 1974-1975 dans le journal LGBT de San Francisco, le Bay Area Reporter.